# Tàntal americà
El tàntal americà (Mycteria americana) és un gran ocell camallarg de la família dels cicònids (Ciconiidae) que habita zones d'aiguamoll, estanys i manglars d'Amèrica, des del sud dels Estats Units, a través d'Amèrica Central i del Sud, fins al nord de Xile i l'Argentina. És un gran ocell, amb una alçada de 83 – 115 cm. De color general blanc, amb cara i coll amb pell nua de color marró fosc, el mateix color que el bec. Les plomes remeres són negres.